# The Idolm@ster.KR
The Idolm@ster.KR ist eine südkoreanische Dramaserie basierend auf dem Videospiel-Franchise The Idolm@ster von Namco Bandai. Die Serie wurde im Simulcast ab dem 28. April 2017 wöchentlich auf SBS funE, SBS Plus und SBS MTV in Südkorea und auf Prime Video international ausgestrahlt.

## Handlung
Die Popsängerin Suah von der Girlgroup Red Queen stirbt bei einem Autounfall. Ihr Tod geht durch die Medienlandschaft und wird von Skandalen und Gerüchten begleitet. Der Produzent von Red Queen taucht ab. Ein Jahr später wird Chae Nakyung als Nachfolgerin von Suah in der Girlgroup angekündigt. Jedoch stand Nakyung bisher bei einer anderen Agentur unter Vertrag und wollte in einer anderen Girlgroup mit Youngjoo, Sori, Jane, Yukika und Taeri debütieren. Diese sind außer sich und werfen Nakyung vor, sie verraten zu haben. Doch nach Nakyung sei die Agentur sowieso pleite und jeder kämpfe für sich. Kurz darauf erfahren die fünf Mädchen, dass ihre Talentagentur tatsächlich pleite ist. Doch unverhofft hat jemand die Agentur übernommen, der große Pläne hat. Der neue Präsident von 825 Entertainment macht sich auf die Suche nach dem Red-Queen-Produzenten Kang Shin-hyuk und engagiert ihn für sein Vorhaben. Dieser stünde noch in seiner Schuld. Etwa zur gleichen Zeit kämpft Suahs Zwillingsschwester Suji mit sich selbst und von Nebenjob zu Nebenjob. Sie war eine ausgezeichnete Marathonläuferin, gab nach dem Tod ihrer Schwester jedoch auf. Zufällig trifft sie am Grab ihrer Schwester Kang Shin-hyuk, der gerade erst nach Seoul zurückgekehrt ist. Suji möchte wissen, ob die Gerüchte in den Medien um die Beziehung zwischen Suah und ihm war seien. Doch Produzent Kang winkt ab und sagt, die Medien erzählten nur, was sie wollen, ohne Fakten. Im Gegenzug fragt er sie, ob sie Interesse habe, in einer Girlgroup zu singen. Doch sie verneint.
Schließlich kommt es zu dem Tag, an dem CEO Shim den Mädchen den neuen Produzenten vorstellt. Neben Youngjoo, Sori, Jane, Yukika und Taeri hat Herr Shim noch vier weitere Trainees, denen er helfen möchte, ihren Traum zu verwirklichen, gefunden: Haseo, Yeeun, Jiseul und Mint. Als Herr Shim den neuen Produzenten Kang vorstellt, sind alle erstaunt und voller Freude. Doch plötzlich taucht Suji auf, die genauso aussieht wie der K-Pop-Star Suah. Sie erklärt, sie sei ihre Zwillingsschwester. Die weitere Planung sieht vor, dass die 10 Mädchen gemeinsam trainieren, um später in einer Girlgroup zu debütieren. Doch die „alten“ fünf Mitglieder sind von den neuen fünf abgeneigt. Deshalb werden zwei Gruppen gebildet, die in einem Wettbewerb gegeneinander antreten sollen und letzten Endes nur die besten fünf debütieren sollen.

## Besetzung
Real Girls Project
| Schauspieler    | Bild         | Rolle     |
| --------------- | ------------ | --------- |
| Lee Suji        | Lee Suji     | Suji/Suah |
| Heo Youngjoo    | Heo Youngjoo | Youngjoo  |
| Kim Sori        | Kim Sori     | Sori      |
| Yukika Teramoto |              | Yukika    |
| Chun Jane       | Chun Jane    | Jane      |
| Kwon Haseo      | Kwon Haseo   | Haseo     |
| Mint            | Mint         | Mint      |
| Lee Yeeun       | Lee Yeeun    | Yeeun     |
| Cha Jiseul      | Cha Jiseul   | Jiseul    |
| Lee Jeewon      | Lee Jeewon   | Jeewon    |
| Jung Taeri      |              | Taeri     |

825 Entertainment

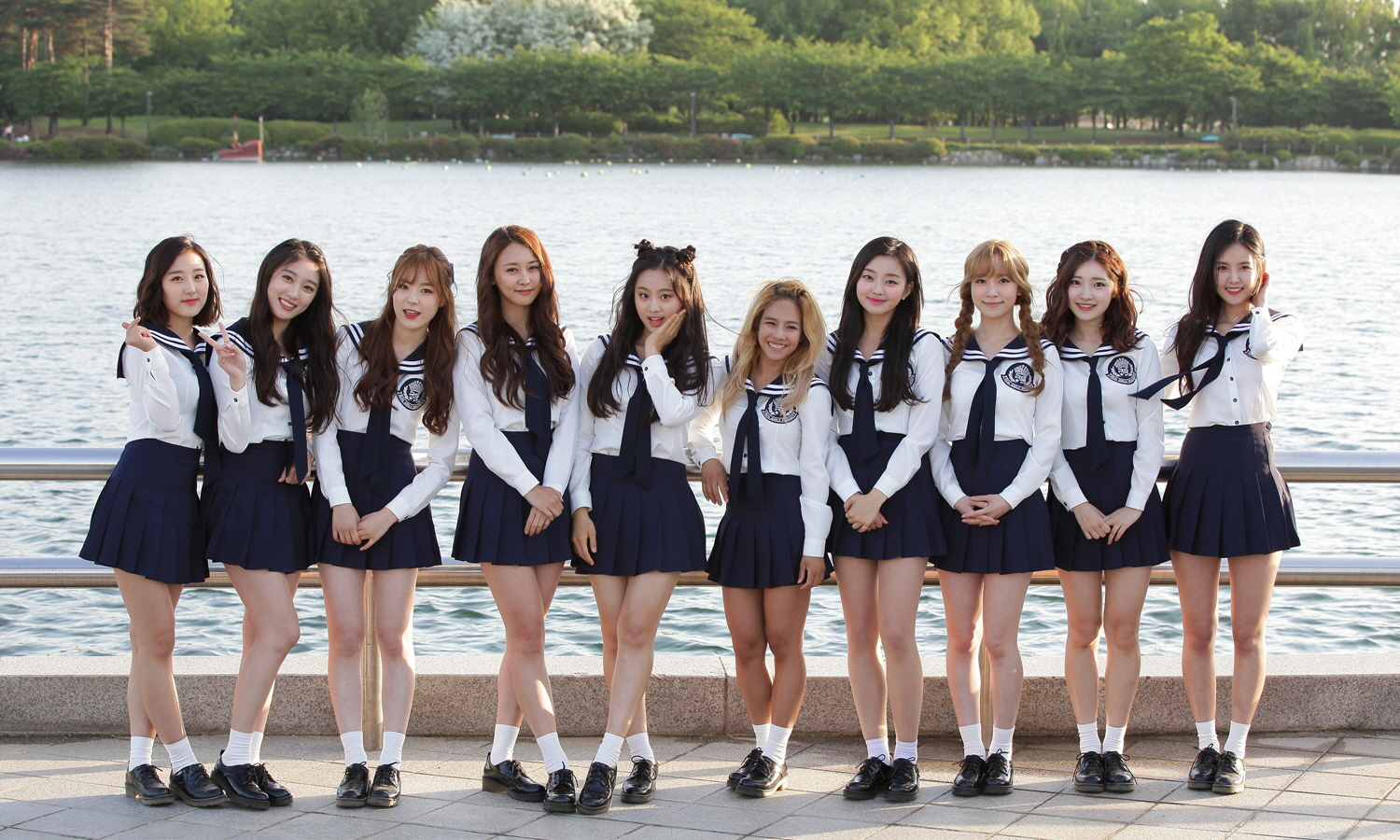
Das Real Girls Project (2017). Von links nach rechts: Jiseul, Suji, Yeeun, Youngjoo, Jane, Mint, Haseo, Sori, Yukika, Jeewon.

- Sung Hoon: Kang Shin-hyuk, ehemaliger Produzent von Red Queen
- Park Chul-min: Shim Min-chul, CEO von 825 Entertainment
- Kang Ye-seul: Yeseul, Managerin des Real Girls Project bei 825 Entertainment

Red Queen
- Jo So-jin: Hyeju
- Kim Sun-young: Mina
- Han Hye-ri: Yeri
- Lee Ka-eun: Chae Nakyung

Weitere Figuren
- Heo Joungjoo: Joungjoo
- Lee Coco: Coco
- Jin Nayoung: Nayoung
- Bae Seul-ki: Kim Dan-oh

## Hintergrund
The Idolm@ster.KR vermischt die Figuren in der Serie mit den realen Aspekten der Schauspielerinnen. So ist die Rolle der Suji in der Serie eine erfolgreiche Marathonläuferin während die Schauspielerin und Sängerin Lee Suji, die die Figur verkörpert, als Hobby Marathons läuft. Ebenso war innerhalb der Serie die Figur Yukika in Japan Seiyū (Synchronsprecherin), bevor sie dem Real Girls Project beitrat. Auch dies trifft auf Yukika Teramoto zu, die tatsächlich mehreren Animefiguren ihre Stimme lieh. Weiterhin sind Heo Youngjoo und Heo Joungjoo wie in der Serie auch tatsächlich Geschwister. Das Gleiche trifft auf Jung Taeri und Jung Tae-woo, der in der Serie einen Gastauftritt hat, zu.